# Danza africana

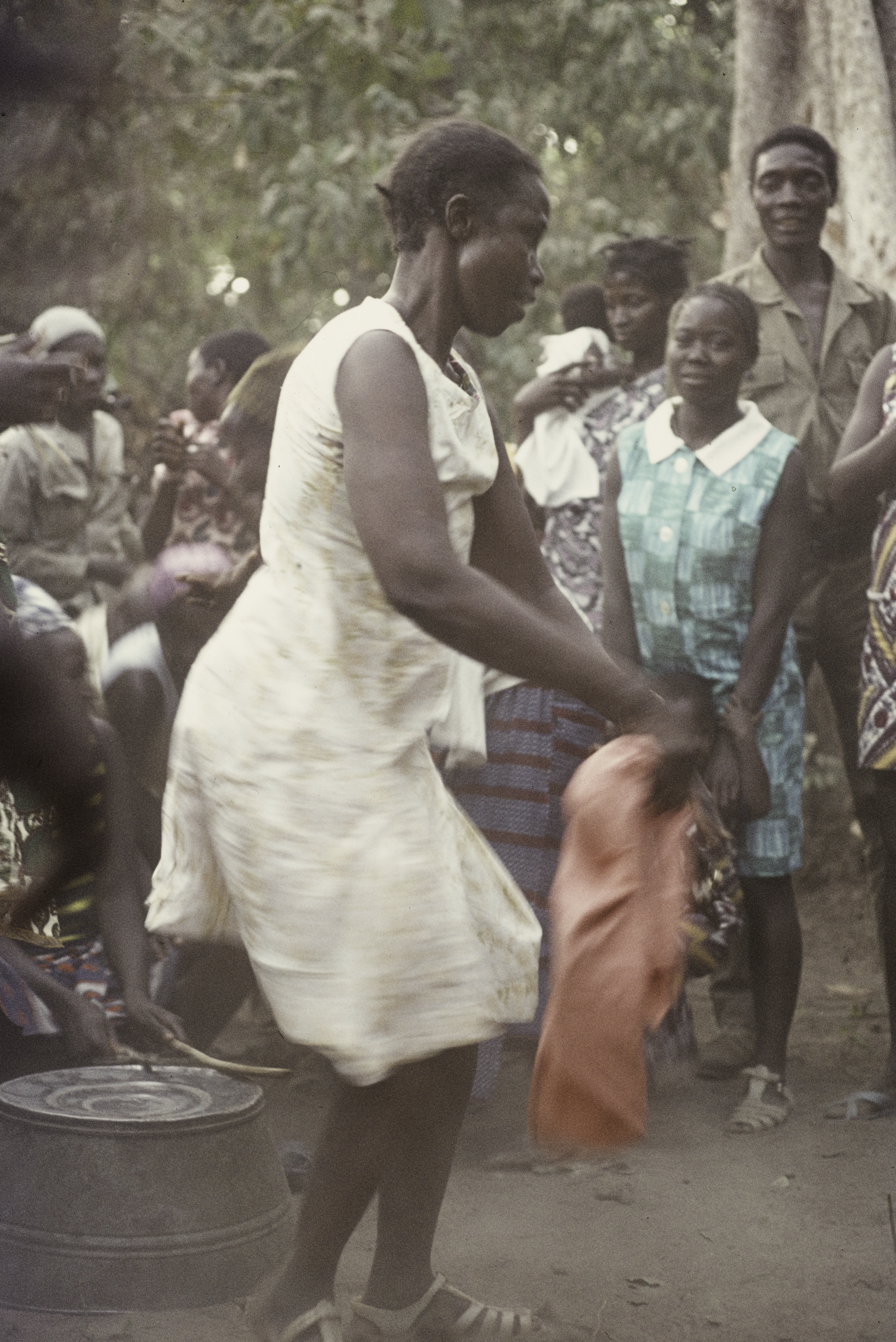
Bailarina en una fiesta en Canjambari, Guinea-Bissau, 1974

La expresión danza africana hace referencia principalmente a la danza en la porción de África al sur del Sahara, y a numerosos tipos de danzas africanas producto de las numerosas diferencias culturales en los estilos musicales y de movimiento. Estas danzas están muy relacionadas con las tradiciones musicales al sur de Sahara y el sentido del ritmo bantú. La danza africana utiliza el concepto de poliritmo y la articulación total del cuerpo. Las danzas permiten interpretar patrones sociales y valores y ayudan a las personas a trabajar, madurar, rezar y criticar a miembros de la comunidad a la vez que contribuyen en la celebración de festivales y funerales, competencias, recitado de la historia, proverbios y poesía; y a acercarse a los dioses. En general las danzas africanas promueven la participación, tomando parte los espectadores en la misma expresión artística. Con la excepción de algunas danzas espirituales religiosas o de iniciación, tradicionalmente no existen barreras entre los bailarines y el público. Incluso las danzas rituales a menudo poseen segmentos en los que el público participa.

## Características
No existe una definición única de la danza africana: África, un continente muy vasto, es étnicamente y culturalmente uno de los más diversos del planeta. Aunque existen temas similares en las danzas propias de los numerosos países y regiones, cada una posee su historia, lenguaje, letra, orígenes, y propósito, aspectos que no pueden ser traducidos a otra danza de la misma cultura y mucho menos a otra danza de otra región del continente.

### Sociedad

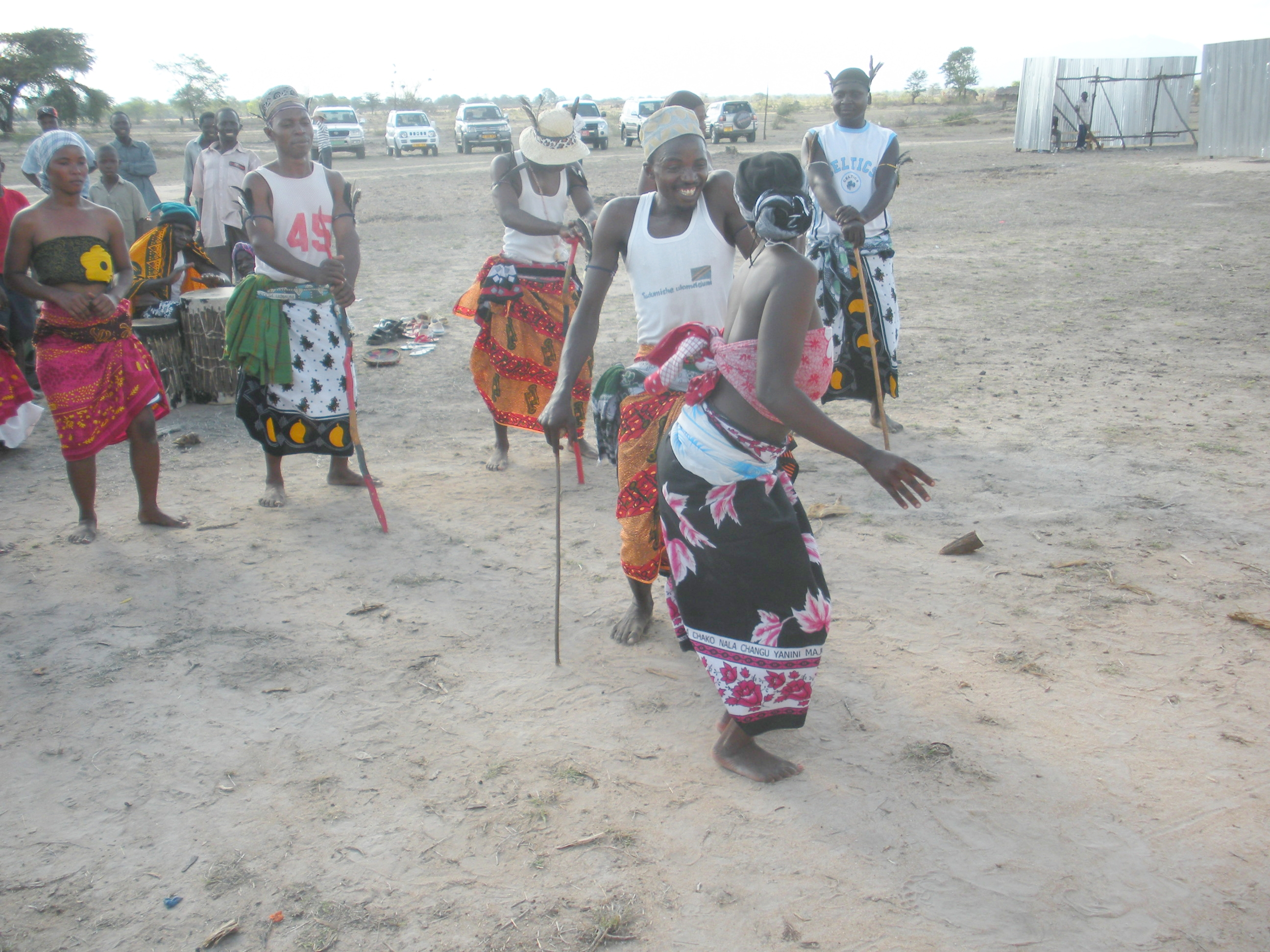
Danza africana en Dakawa, Morogoro, Tanzania.

La danza tradicional en África es un elemento colectivo, que expresa la vida de la comunidad más que la de los individuos o parejas. Los primeros cronistas ya hacían notar la ausencia de bailes de parejas en proximidad: dicho tipo de expresiones era considerado inmoral por numerosas sociedades africanas tradicionales. En todas las danzas que se practican al sur del Sahara parece no existir evidencia de patrones de danza de una pareja hombre-mujer previos a la era colonial cuando dicha práctica era  considerada como una expresión poco digna. Por ejemplo para el pueblo Yoruba, el tocarse durante el baile no es un elemento común excepto en circunstancias muy especiales.  La única danza con parejas de la tradición africana parecerían ser la Danza de la Botella del Pueblo Mankon en el noroeste de Camerún  o la danza Assiko del pueblo Douala en la que danzan parejas que expresan la seducción de uno sobre el otro.
Por ejemplo los bailarines y percusionistas yoruba enfatizan el talento individual, expresando deseos de la comunidad, valores y una creatividad colectiva. A menudo las danzas están segregadas por género, reforzando los roles de los géneros en los niños y a menudo se refuerzan otras estructuras comunitarias tales como el parentesco, edad y estatus. Muchas danzas son realizadas solo por hombres o mujeres, expresando sentimientos muy fuertes sobre lo que significa ser hombre o mujer y algunos tabúes estrictos sobre la interacción entre ellos. Las danzas celebran el pasaje de la niñez a la adultez o devoción espiritual. Las jóvenes de los Lunda de Zambia practican durante meses en aislamiento para el ritual que marca su paso a la edad adulta. Los varones demuestran su energía mediante danzas muy violentas que permiten apreciar su salud y estado físico.
Los bailarines y los percusionistas se toman muy en serio el aprender con minuciosidad las danzas en todos sus detalles. Los niños deben aprender las danzas tal como se les enseñan y sin incorporar modificaciones. La improvisación o nuevas variaciones solo son posibles una vez que se domina la danza, y habiendo recibido el reconocimiento de los espectadores y los ancianos de la tribu. El "entrenamiento musical" en las sociedades africanas comienza al nacer con canciones de cuna, y continua cuando los pequeños son llevados en andas en las espaldas de sus padres tanto al trabajo como a festivales y otros eventos sociales. Tanto en las regiones occidentales como del centro de África los juegos de la niñez incluyen juegos que permiten desarrollar una comprensión por diversos ritmos. Bodwich, un viajero europeo de principios del 1800, menciona que los músicos mantenían el ritmo en forma estricta, «y que los niños mueven sus cabezas o extremidades, mientras se encuentran en la espalda de sus madres, exactamente al ritmo de la música que se está ejecutando». El batido de tres golpes o de dos golpes es escuchado en los rituales cotidianos y ayuda a desarrollar «una actitud bidimensional del ritmo».
El instrumento musical más utilizado en África es la voz humana. Tradicionalmente pueblos nómadas como los masái no utilizan tambores, si bien en villas a todo lo largo y ancho del continente el sonido y el ritmo de los tambores expresan el ánimo de las personas. En una comunidad africana, juntarse respondiendo al batir de los tambores es una oportunidad para desarrollar un sentimiento de pertenencia y solidaridad, un tiempo para conectarse entre sí y ser parte del ritmo colectivo de la vida en el que los jóvenes y viejos, ricos y pobres, hombres y mujeres están todos invitados a contribuir a la sociedad.
Los hombros, el pecho, la pelvis, los brazos y las piernas se pueden mover con los diferentes ritmos musicales. Los bailarines en Nigeria muchas veces combinan dos ritmos en sus movimientos, y en bailarines avezados es posible observar una conjunción de hasta tres ritmos. Solo en contadas ocasiones es posible ver a bailarines que entrelacen cuatro ritmos simultáneamente. A veces agregan componentes rítmicos independientes de los que posee la música. Aun cuando a veces no se desplaza al cuerpo, es posible observar bailarines que realizan movimientos complejos. Los bailarines son capaces de pasar de un ritmo a otro sin perder la gracia de sus movimientos.
El batir de los tambores provee un texto lingüístico subyacente que guía el baile pero la mayoría del significado es aportado por los gestos y metalenguaje de los bailarines. La espontaneidad del baila crea una extemporalidad, pero no enfatiza ni promueve los egos individuales de los bailarines sino que sirve para preservar la comunidad y tender un puente que ayude a la interacción entre la audiencia y los bailarines.
| Danza              | Propósito             | País / Tribu de Origen    |
| ------------------ | --------------------- | ------------------------- |
| Adowa              |                       | Ghana / Ashanti           |
| Agbaja             |                       | Ghana / Ewe               |
| Agwara             | Cortejo               | Uganda / Alur             |
| Akogo              | Cortejo               | Uganda / Iteso            |
| Amaggunju          |                       | Uganda / Buganda          |
| Ambas-i-bay        | Celebración           | Camerún                   |
| Bakisiimba         | Celebración           | Uganda / Buganda          |
| Bikutsi            | Celebración           | Camerún                   |
| Bwola              | Celebración           | Uganda / Acholi           |
| Coupé-Décalé       | Celebración           | Costa de Marfil           |
| Ding Ding          |                       | Uganda / Acholi           |
| Ekitaguriro        |                       | Uganda / Banyankole       |
| Ekizino            | Cortejo               | Uganda / Bakiga           |
| Entog              | Gaze                  | Uganda / etnia Lugbara    |
| Entogoro           | Gaze                  | Uganda / Banyoro, Batooro |
| Gombey             | Cosecha               | Senegal                   |
| Kete               |                       | Ghana/ Ashanti            |
| Kakilambe          | Ritual de fertilidad  | Guinea o Mali/etnia Baga  |
| Kwassa kwassa      | Celebración           | Congo (RDC)               |
| Lamban             | Celebración           | Guinea, Senegal, Mali     |
| Larakaraka         | Cortejo               | Uganda / Acholi           |
| Makossa            | Celebración           | Camerún                   |
| Mapouka            | Ceremonial            | Costa de Marfil           |
| Mwaga              | Cortejo               | Uganda / Bagisu           |
| Ndombolo (Soukous) | Cortejo               | Congo (RDC)               |
| Owaro              |                       | Uganda / Samia-Bugwe      |
| Runyege            | Celebración / Cortejo | Uganda / Banyoro, Batooro |
| Sabar              | Celebración           | Senegal/ etnia Wolof      |
| Sunu               | Casamiento            | Guinea, Mali / Mandinka   |
| Tamenaibuga        | Amistad               | Uganda / Basoga           |
| Zouglou            | Celebración           | Costa de Marfil           |